# Istrska brigada
Istrska brigada, je bila slovenska partizanska enota med drugo svetovno vojno.
Brigada, ki je ob ustanovitvi dobila ime 17. slovenska narodnoosvobodilna »Istrska brigada«,  je bila ustanovljena v dneh okoli 20. septembra 1943 v Dekanih iz treh bataljonov, nastalih v Čežarjih, Rižani in Dolu pri Hrastovljah. Komandant je bil Ivan Kovačič, politični komisar pa Dragomir Benčič. Sodelovala je v akciji za osvoboditev jetnikov iz koprske jetnišnice v noči na 28. september in v bojih z nemškimi enotami, ki so iz smeri Trsta 2. oktobra začele večje akcije po Istri. Dne 3. oktobra je bila podrejena štabu
14. divizije. Večina borcev, sestavljenih iz najmlajših in starejših letnikov, se je v teh bojih razpršila; sredi oktobra 1943 je bila brigada ukinjena. Dne 3. novembra 1943 je bila ustanovljena nova 17. slovenska narodnoosvobodilna brigada »Simon Gregorčič«.